# Ruskiga rekryter
Ruskiga rekryter (engelska: At War with the Army) är en amerikansk komedifilm från 1950 i regi av Hal Walker. I huvudrollerna ses komikerduon Dean Martin och Jerry Lewis. Filmen utspelar sig på en amerikansk armébas i Kentucky 1944, mitt under andra världskriget.
Ruskiga rekryter har visats i SVT, bland annat 1997, 2018, i augusti 2020, i oktober 2022 och i juni 2025.

## Rollista i urval
| Dean Martin    | – förste sergeant Vic Puccinella |
| Jerry Lewis    | – menige 1 kl Alvin Korwin       |
| Mike Kellin    | – sergeant McVey                 |
| Jimmie Dundee  | – Eddie                          |
| Polly Bergen   | – Helen                          |
| Dick Stabile   | – menige Pokey                   |
| Jean Ruth      | – Millie                         |
| Amanda Green   | – Mrs. Caldwell                  |
| Kenneth Forbes | – sekondlöjtnant Davenport       |